# Ułus oleniocki
Ułus oleniocki (ros. Оленёкский улус, jakuc. Өлөөн улууһа) – ułus znajdujący się na północnym zachodzie autonomicznej republiki Jakucji w Rosji.

## Geografia
Ułus oleniocki znajduje się na północnym zachodzie Jakucji i jest to największy ułus w Jakucji. Na ułus składają się cztery wioski:
- Eijik
- Oleniok
- Charyjalach
- Żilinda

## Historia
Tereny dzisiejszego ułusu zostały przyłączone do Rosji w XVII wieku. Ułus oleniocki został założony 1 października 1935 roku.
W 2005 roku ułus otrzymał status „ułusu narodowego Ewenków”.

## Gospodarka
Głównymi sektorami gospodarki ułusu są rolnictwo i hodowla zwierząt.

## Demografia
Ułus zamieszkują Ewenkowie (54,3%), Jakuci (32,2%) i Rosjanie (9,1%).